# Forze armate libanesi
Le Forze armate libanesi (القوات المسلحة اللبنانية | al-Quwwāt al-Musallaḥa al-Lubnāniyya)  sono le Forze armate della Repubblica del Libano.

## Organizzazione
Sono composte da:
- Esercito libanese
- Marina libanese
- Aviazione libanese.

Il comandante in capo delle Forze armate è scelto in base al Patto Nazionale del 1943 tra i cristiano-maroniti, e diversi presidenti della Repubblica hanno rivestito in precedenza tale carica.

## Storia
Sono nate nel 1946 dal nucleo delle milizie cristiane e sunnite che avevano combattuto i francesi per l'indipendenza del Libano e di alcune brigate reduci dal Grande Libano. Il primo comandante fu Fu'ad Shihab, futuro Presidente della Repubblica.
Ebbero un ruolo nel corso della crisi libanese del 1958. Essendo composte da personale di varie confessioni religiose (cristiani, musulmani, drusi, curdi e armeni) allo scoppio della guerra civile nel 1975 si sciolsero e i loro militari sarebbero poi confluiti nelle varie milizie, mentre i reparti stanziati nel Sud, sostenuti da Israele, formarono l'Esercito del Libano del Sud.
Le forze armate furono ricostituite solo nel 1987 e poste al comando di Michel Aoun che nel 1989 le portò a una sorta di guerra di liberazione contro i siriani, ma fu sconfitto. Dal 1991 fino al 2005 furono sotto il controllo siriano delle FAD. Nel 2007 sono intervenute in un conflitto a Tripoli e nel 2008 in scontri armati a Beirut.
Dal 2012 agiscono da forza di interposizione nello sconfinamento della guerra civile siriana in Libano.